# U-20サッカー中華人民共和国代表
U-20サッカー中華人民共和国代表は、中国サッカー協会によって編成される中華人民共和国のサッカーの20歳以下のナショナルチームである。20歳以下の選手を対象とするFIFA U-20ワールドカップに出場するためのチームである。そのため、W杯前年のAFC U20アジアカップにはU-19サッカー中華人民共和国代表、そのさらに前年にはU-18サッカー中華人民共和国代表と呼称が変わる。

## FIFA U-20ワールドカップ
- 1977 不参加
- 1979 不参加
- 1981 不参加
- 1983 グループリーグ敗退
- 1985 ベスト8
- 1987 アジア予選敗退
- 1989 アジア予選敗退
- 1991 アジア予選敗退
- 1993 アジア予選敗退
- 1995 アジア予選敗退
- 1997 グループリーグ敗退
- 1999 アジア予選敗退
- 2001 ベスト16
- 2003 アジア予選敗退
- 2005 ベスト16
- 2007 アジア予選敗退
- 2009 アジア予選敗退
- 2011 アジア予選敗退
- 2013 アジア予選敗退
- 2015 アジア予選敗退
- 2017 アジア予選敗退
- 2019 アジア予選敗退
- 2023 アジア予選敗退

## AFC U-19選手権
- 1959~1974 不参加
- 1975 ベスト8
- 1976 ベスト8
- 1977 不参加
- 1978 グループリーグ敗退
- 1980 予選敗退
- 1982 準優勝
- 1985 優勝
- 1986 予選敗退
- 1988 不参加
- 1990 グループリーグ敗退
- 1992 不参加
- 1994 不参加
- 1996 準優勝
- 1998 グループリーグ敗退
- 2000 3位
- 2002 ベスト8
- 2004 準優勝
- 2006 ベスト8
- 2008 ベスト8
- 2010 ベスト8
- 2012 グループリーグ敗退
- 2014 グループリーグ敗退
- 2016 グループリーグ敗退
- 2018 グループリーグ敗退
- 2023 ベスト8